# Autobiografia

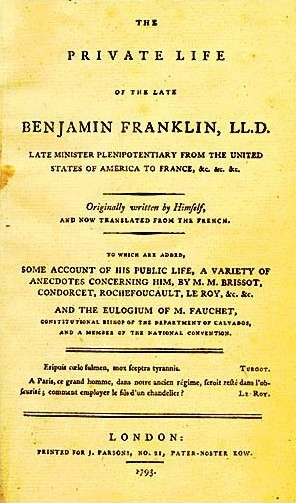
Okładka pierwszego wydania autobiografii Benjamina Franklina z roku 1793

Autobiografia (gr. autós „sam” + bíos „życie” + gráphō „piszę”) – utwór piśmienniczy, którego tematem jest własne życie autora, jego koleje losów i czyny, zdarzenia, których był świadkiem, doświadczenia, które nabywał, ewolucja zapatrywań i postawy wobec świata. Innymi słowy: biografia jakiejś osoby (całościowa lub fragmentaryczna) przez nią samą napisana.

## Specyfika gatunku
Gatunek autobiografii zaliczany jest do obszaru literatury niefikcjonalnej, wewnętrznie zróżnicowanego na literaturę faktu, literaturę dokumentu osobistego oraz esej. W polskim literaturoznawstwie autobiografię utożsamia się najczęściej z literaturą dokumentu osobistego. Termin ten ukuł Roman Zimand, który objął nim cały obszar pisarstwa autobiograficznego we wszystkich jego gatunkowych odmianach, w tym dzienniki, wspomnienia, pamiętniki, autobiografie, formy epistolarne.

### Postawy autobiograficzne
Dwie zasadnicze postawy, jakie wyróżnia się w obrębie utworów autobiograficznych, to: 1. postawa świadectwa (ekstrawertywna) zbliżająca utwór autobiograficzny do literatury faktu i której odpowiadają zapisy skoncentrowane na opisie świata zewnętrznego – innych ludzi, zdarzeń historycznych, realiów itp. (najwyraźniejsza we wspomnieniach i pamiętnikach); 2. postawa wyznania (introwertywna) charakteryzująca tzw. intymistykę, w której świat przedstawiony jest przede wszystkim scenerią przeżyć wewnętrznych „ja”, tłem dla jego doznań, autorefleksji, przemyśleń (dostrzegalna zwłaszcza w dziennikach intymnych i niektórych typach listu). 
Małgorzata Czermińska, znawczyni zagadnienia i autorka licznych prac poświęconych autobiografii, wyróżniła dodatkowo trzecią postawę autobiograficzną: postawę wyzwania, która zwrócona jest w stronę „ty”, tzn. w stronę czytelnika, który zostaje wciągnięty w sam tok tworzącego się tekstu i tym samym wysunięty w utworze na pierwszy plan. Badaczka wiąże pojawienie się tego typu postawy z dwudziestowiecznymi prądami traktującymi dzieło sztuki jako całość otwartą, a także z zapoczątkowanym przez André Gide'a obyczajem publikacji dziennika za życia autora. Za pierwszy utwór, w którym postawa wyzwania zajęła pozycję dominującą, autorka uznaje Dziennik Witolda Gombrowicza.

### Pakt autobiograficzny
Nieco inną propozycję rozumienia pojęcia autobiografii wysuwa francuski badacz zjawiska Philippe Lejeune. Sformułowana przez niego podstawowa definicja brzmi: „retrospektywna opowieść prozą, gdzie rzeczywista osoba przedstawia swoje życie, akcentując swoje jednostkowe losy, a zwłaszcza dzieje swej osobowości”. Autobiografią jest zatem każde dzieło spełniające następujące kryteria: 1. forma językowa (opowieść, proza); 2. temat (losy jednostki, historia osobowości), 3. sytuacja autora (tożsamość autora, którego nazwisko odsyła do rzeczywistej osoby, z narratorem), 4. status narratora (jego tożsamość z głównym bohaterem, retrospektywna wizja opowiadania). Tym samym Lejeune klasyfikuje gatunki niespełniające łącznie owych warunków jako gatunki pokrewne – wśród nich znajdują się m.in. pamiętniki, biografia, powieść osobista, poemat autobiograficzny, dziennik intymny, autoportret lub esej.
Za warunek nadrzędny, a zarazem cechę konstytutywną autobiografii, Lejeune uznaje tożsamość autora, narratora oraz głównego bohatera tekstu. Z owego warunku badacz wywodzi pojęcie paktu autobiograficznego, który w autobiografii z reguły współwystępuje z paktem referencjalnym, będącym niezbędną umową zawieraną pomiędzy autorem a czytelnikiem i zakładającą mówienie prawdy.

## Formy autobiograficzne
Autobiografia występować może w bardzo różnych kształtach literacko-gatunkowych: m.in. w formie ciągłej narracji autobiograficznej (porównywalnej z powieściową), dziennika (zwłaszcza dziennika intymnego), w formie cyklu listów, pamiętnika, eseju, gawędy wspomnieniowej. Tradycyjnie wyróżniane przez badaczy gatunki literatury dokumentu osobistego są dodatkowo zróżnicowane wewnętrznie.

### Autobiografia
Obok autobiografii „właściwej”, obejmującej przebieg całego życia, przedstawiony zgodnie z wewnętrzną prawdą człowieka, znane są odmiany, takie jak: autobiografia mistyczna (rozwijana w tradycji katolickiej i ukazująca dążenie duszy do zjednoczenia z Bogiem); autobiografia duchowa (ukształtowana w tradycji protestanckiej, skupiona na dziejach nawrócenia grzesznika, później rozwijająca się także jako dzieje powołania artysty, uczonego, przywódcy). Autobiografia ma wyraźnie retrospektywny charakter, a jej stosunek do przeszłości jest zbliżony do epickiego dystansu czasowego.

### Dziennik
Dziennik występuje w odmianach, takich jak: dziennik intymny, skupiony na życiu wewnętrznym i przedstawiający stany psychiczne oraz codzienne życie diarysty, często prowadzony przez wiele lat, a nawet całe życie jego autora (Philippe Lejeune proponuje w zamian kategorię dziennika osobistego, który obejmuje również dzienniki pisane z myślą o przyszłej publikacji); dziennik podróży, dziennik uwięzienia, dziennik choroby – prowadzone przez krótszy czas, zazwyczaj określające jakąś zmianę życiową lub opisujące nietypowe wydarzenia. Dziennik różni się od autobiografii przede wszystkim koncepcją czasu (bez wyraźnego dystansu czasowego), brakiem całościowego „projektu”, addytywnością i nieciągłością.

### Pamiętnik, wspomnienia
Pamiętnik to forma najbardziej zbliżona do autobiografii, ma taką samą konstrukcję czasu. Różni się przede wszystkim ukształtowaniem podmiotu, który w pamiętniku odgrywa mniejszą rolę, eksponując raczej wydarzenia, w których brał udział, niż swoje przeżycia wewnętrzne. Wspomnienia to termin używany niekiedy synonimicznie w stosunku do pamiętnika i autobiografii, jednak kompozycja wspomnień bywa zazwyczaj bardziej otwarta, cechuje się fragmentarycznością, a podmiot może w nich odsuwać się jeszcze dalej w głąb od pierwszego planu. Wspomnieniami nazywa się też całości wieloautorskie, zorganizowane wokół jednego tematu.

## Twórcy
Twórcami słynnych autobiografii byli m.in.: św. Augustyn, św. Teresa, Piotr Abelard, Dante Alighieri, Francesco Petrarca, Benvenuto Cellini, Jean-Jacques Rousseau, Benjamin Franklin, Johann Wolfgang von Goethe, George Sand, Stendhal, John Ruskin, John Stuart Mill, Friedrich Nietzsche, Mark Twain, Franz Kafka, Albert Einstein, Anne Frank, André Gide, André Malraux, Jean-Paul Sartre, Roland Barthes.
W literaturze polskiej: Jan Chryzostom Pasek (Pamiętniki), Stefan Żeromski, Stanisław Brzozowski, Karol Ludwik Koniński, Maria Dąbrowska, Karol Irzykowski, Zofia Nałkowska, Irena Krzywicka, Stefan Wyszyński, Aleksander Wat, Witold Gombrowicz (Dziennik), Gustaw Herling-Grudziński (Dziennik pisany nocą), Leopold Tyrmand (Dziennik 1954), Andrzej Bobkowski, Miron Białoszewski (Pamiętnik z powstania warszawskiego), Tadeusz Konwicki (Kalendarz i klepsydra), Zbigniew Żakiewicz, Czesław Miłosz, Sławomir Mrożek, Daniel Rufeisen, Karol Wojtyła (Dar i tajemnica, Wstańcie, chodźmy!).